# Alkalmazott tudomány
Alkalmazott tudományról vagy gyakorlati tudományról azon tudományágak esetében beszélhetünk, amelyek a világ olyan területével foglalkoznak, amely valamilyen gyakorlati tevékenység szempontjából kiemelkedően fontos. Az alkalmazott tudományok általában az alaptudományok eredményeit hasznosítják, noha bizonyos esetekben a két diszciplína közötti választóvonal elmosódik. Az alkalmazott tudományra mindazok a kritériumok érvényesek, amelyek az alaptudományokra. Elvi értékbeli különbséget nem kell feltételezni. Az alkalmazott tudományok gyakran interdiszciplináris vagy multidiszciplináris jellegűek. A tevékenység optimalizálásakor a megismerés általános célja mellett az érintett gyakorlati tevékenység potenciális támogatása is fontos szempont. Ebből következően az ilyen kutatás ritkábban vezet alapvetően új felismerésekre, de gyakrabban vannak olyan eredményei, amelyek tudományon kívüli alkalmazására rövidebb idő alatt is sor kerülhet. Az alkalmazott kutatások eredményeit az alaptudományokhoz hasonlóan kell publikálni, mert ugyanúgy közérdeket szolgálnak. Az ilyen kutatások finanszírozása a társadalom egészének érdeke és feladata, de e mellett csoportérdekeket is szolgálhat.
Alkalmazott tudományok:
- Informatika
- Mezőgazdaság-tudomány
- Műszaki tudományok
- Orvostudomány